# 王允中 (清朝)
王允中（?—1853年），字精一。山西太原人。清朝政治人物。
王克预之孫，王大元之子。嘉庆十八年（1814）中举，授中书舍人。二十二年（1817年）丁丑科二甲第71名进士，初授吏部主事，两转至吏部郎中，道光十四年升遷為天津河间兵备道，在天津查獲多起鸦片走私，起获烟土二万九千余两。道光十九年（1839年）九月九日，会同天津镇总兵刘允孝、游击闽正凤等查獲金安发（金广兴）洋船走私鴉片。加盐运使衔。道光二十年（1840年）三月，累至湖南按察使。因病开缺，回籍调理。咸豐初年，有太平天國兵禍，奉旨同梁萼涵、李璋煜、孙毓桂、刘跃春協办山东团练，咸丰三年（1853）卒，年七十四。有子王棠。